# Aerobryopsis cochlearifolia
Aerobryopsis cochlearifolia là một loài Rêu trong họ Meteoriaceae. Loài này được Dixon mô tả khoa học đầu tiên năm 1937.